# Комишуваха (Запорізький район)
Комишува́ха — селище в Україні, адміністративний центр Комишуваської селищної громади Запорізького району Запорізької області. Населення становить 5308 осіб (2018). До 2016 року орган місцевого самоврядування — Комишуваська селищна рада.

## Географічне розташування
Селище міського типу Комишуваха розташоване за 25 км від обласного центру та 29 км від міста Оріхів, в глибокій долині, по обидва береги річки Кінська та її притоки Комишувати (від якої і походить назва населеного пункту), вище за течією на відстані 3 км розташоване село Жовтеньке, нижче за течією на відстані 4 км — село Юльївка. Через селище пролягають автошлях національного значення Н08 (Бориспіль — Запоріжжя — Маріуполь) та залізниця Запоріжжя II — Пологи, станція Фісаки, яка отримала назву на честь кургану-могили козака Фісака, який височить за 3 км на північ.

## Історія
Комишуваха, як населений пункт, заснована у 1770 році під час будівництва Микитської фортеці, що належала до Дніпровської укріпленої лінії. За 4 версти від неї була заснована солдатська слобідка Павлівка (вона ж Комишуваха). Спочатку тут спорудили казарми, а потім — землянки, де мешкали майстрові та рекрутські сім'ї. Після ліквідації 1775 року Запорозької Січі в Комишувасі оселилися декілька родин запорозьких козаків. 
Станом на 1886 рік в селі Хитрівка Веселянської волості Мелітопольського повіту Таврійської губернії мешкало 579 осіб, налічували 82 двори, існувала лавка.
З моменту заснування села населення зростало; у 1859 році на території проживало 1660 осіб, а у 1899 році вже 4200 осіб. У 1913 році налічувалося 5177 жителів. Зі зростанням населення село швидко змінювалося. В центрі села в цегляних будинках жили багатії, тут же височіла церква. За цей період відкрито 15 крамниць та магазин сільськогосподарських машин.
7 (20) листопада 1917 року, відповідно до Третього Універсалу Української Центральної Ради, увійшло до складу Української Народної Республіки. 
У 1919 Хортицький полк захопив в Комишувасі штаб махновців
Через поразку Перших визвольних змагань село надовго окупували радянські загарбники. У 1921 році селу присвоєно статус селища.
Під час організованого радянською владою Голодомору 1932—1933 років померло щонайменше 116 жителів селища.
3 жовтня 1941 року Комишуваха була тимчасово окупована німецько-фашистськими загарбниками під час Другої світової війни. 19 вересня 1943 року звільнено від німецьких окупантів. 
21 жовтня 1957 року селище набуло статусу селища міського типу. До селища приєднане село Хитрівка. Наприкінці 1960-х років був побудований міст, який сполучив Комишуваху та Хитрівку.
З 24 серпня 1991 року селище входить до складу Незалежної України.
Поблизу селища виявлено чимало корисних копалин, які мають промислове значення. Зокрема, тут залягають великі шари залізної руди, а також марганцеві руди, буре вугілля, каоліни, білі кварцові піски, вапняки й граніти.
Навколо Комишувахи розташовано багато курганів — свідків давнього заселення людиною придніпровських степів. Біля одного з них знайдено кам'яну сокиру-молот доби бронзи (II тисячоліття до н. е.). Збереглися руїни Микитської фортеці, яка належала до Дніпровської укріпленої лінії.
19 лютого 2015 року в селищі повалено пам'ятник Леніну.
19 травня 2016 року, відповідно із розпорядженням № 275 голови Запорізької обласної державної адміністрації, в селищі Комишуваха вулиця Жовтнева отримала нову назву — вулиця Героїчна, а вулиця Стаханівська перейменована на вулицю Козацьку.
10 серпня 2016 року утворена Комишуваська селищна громада шляхом об'єднання Комишуваської селищної ради та Димитровської, Новоіванівської, Новотавричеської, Новотроїцької, Новояковлівської, Щасливської, Яснополянської сільських рад.
19 липня 2020 року, в результаті адміністративно-територіальної реформи та ліквідації Оріхівського району, селище увійшло до складу Запорізького району.

### Обстріли Комишувахи

#### Перебіг подій (2022)
10-11 березня російські окупанти завдали обстріли касетними снарядами Комишуваху та Хитрівку, завдавши пошкодження житловим будинкам та об'єктам інфраструктури.
5 квітня, о 13:30, впродовж півтори години російські окупаційні війська знову завдали обстрілу забороненими касетними боєприпасами об’єкти цивільної інфраструктури селища Комишуваха Запорізької області. У результаті ракетних ударів пошкоджено та зруйновано будинки мирних жителів. Пошкоджено понад 20 будинків, один будинок зруйновано, одна особа зазнала поранення.
11 травня окупанти обстріляли забороненими касетними боєприпасами об'єкти цивільної інфраструктури селища. В результаті ракетних ударів пошкоджено та зруйновано будинки місцян, а також стало відомо про поранених. Зруйновано підприємство, що виготовляло опори освітлення. 
31 травня, вночі, понад двох годин російські окупанти гатили по житлових кварталах Комишувахи. Житловий фонд зазнав серйозних руйнувань, але вдалося уникнути жертв, оскільки місцеві жителі дотримувалися заходів безпеки. Також в цей день окупанти завдали удару по сторічній школі в Комишувасі, яку у 2021 року було капітально відремонтовано в межах програми «Велике будівництво». Громада втратила школу зі сторічною історією, яку за декілька годин російські терористи перетворили на руїни, цинічно відібрали право на освіту та розвиток у дітлахів Комишувахи. НВК «Джерело» був опорним закладом з чотирма філіями, де навчалось 855 учнів й працювало 73 вчителів. У школі були обладнані сучасні кабінети хімії, біології, математики й три комп'ютерні класи, встановлені інтерактивні проєктори та дошки, а також відкрито три інклюзивні класи.
20 липня близько 1.40 год російський ворог обстріляв селище. Є пошкодження житлових будинків.
20 жовтня, близько 07:20, російські терористи завдали ракетного удару по дитячій спеціалізованій школі в смт Комишуваха, також зазнали руйнування навколишні будівлі.
25 листопада окупанти здійснили запуск ракет із ЗРК С-300 по об'єктах інфраструктури селища та пошкодили територію двох підприємств.
30 листопада обстріляний об'єкт інфраструктури, окупанти били по об'єкту вже четвертий раз та на цей раз пошкодили газогін. Зник газ на трьох вулицях селища, проте, вже о 15:00, робітники підприємства «Запоріжгаз» відновили роботу газогону.
22 грудня, близько 06:00, російські окупанти обстріляли селище касетними боєприпасами, внаслідок чого пошкоджені близько десятка будинків.

#### Перебіг подій (2023)

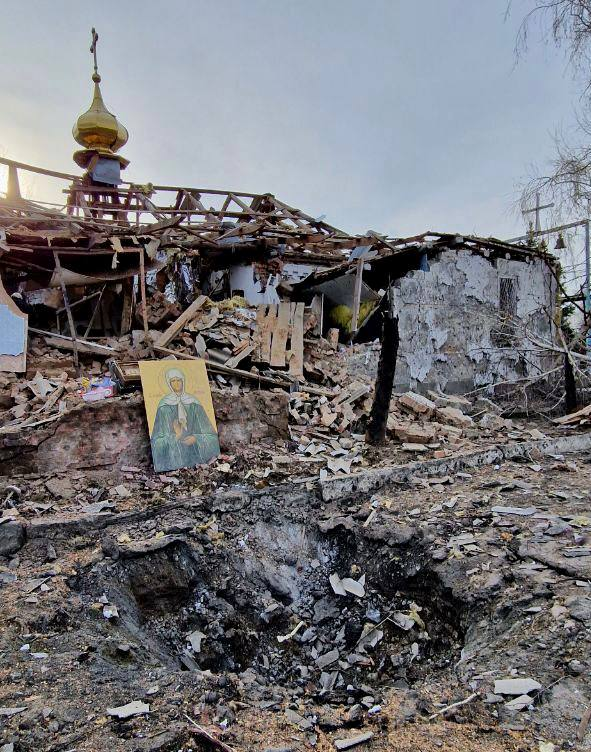
Зруйнований російськими окупантами храм Архістратига Михайла, де мала відбутися Великодня служба 16 квітня 2023 року

16 квітня, близько 03:00, окупанти завдали ракетного удару із ЗРК С-300 по Комишувасі. Внаслідок чого, було зруйновано храм Архістратига Михайла, де мала відбутися Великодня служба, та прилеглі приватні будинки.
8 травня російські військові завдали ударів по селищу. Двоє осіб поранені.
2 червня, близько 12:30, російські окупанти завдали удару касетними снарядами по багатоквартиному будинку. Внаслідок російської атаки загинули дві жінки: 44 та 77 років. З мінно-вибуховими травмами було госпіталізовано жінок 41, 84 та 87 років, а також 21-річного чоловіка.
2 липня, близько 02:00, російські окупаційні війська завдали удар по місцевій гімназії «Джерело», яка внаслідок обстрілу була вщент зруйнована. Влучання було майже в центр школи. Ні одного військового в цьому закладі не було. У навчальному закладі до цього функціонував Пункт Незламності, у якому мешканці селища мали можливість отримати необхідну допомогу.
У ніч на 18 липня окупанти здійснили обстріл Комишувахи. Під ударом знову опинилася гімназія «Джерело», цього разу  відділення 1—4 класів. Як і основний корпус, молодше відділення було відремонтовано напередодні російського вторгнення, укомплектовано новими меблями і всім необхідним для якісної освіти. Також пошкодження зазнали понад 10 приватних будинків.

## Загальні відомості
Площа населеного пункту становить 676,5 га. Населення станом на 1 січня 2011 року становило 5399 осіб, 1962 домогосподарств.
День селища святкують 19 вересня.
На території смт Комишуваха розташовані: поштове відділення — ЗДУДППЗ ЦПЗ № 5 (Запорізька дирекція управління державного поштового підприємства зв'язку Центр поштового зв'язку № 5), ТОВ «Укртелеком», САУ-22, ТОВ «Фісаківський елеватор», Виробниче підприємство «Дніпропроменерго» (виробництво гофрокартону), ТОВ «Проліс» (виробництво алюмінієвої побутової продукції), ТОВ «Запорізький експериментальний завод транспортних засобів», Станція Фісаки Запорізької дирекції Придніпровської залізниці, 2 підприємства сільськогосподарського виробництва, 16 фермерських господарств, 48 підприємств торгівлі, 12 підприємств обслуговування населення, православна церква, жіночий монастир.
У селищі Комишуваха дві школи: Комишуваська ЗОШ I—III ст. — навчається 515 учнів, з них 38 першокласників, працює 40 вчителів та Комишуваська загальноосвітня школа соціальної реабілітації I—II ст. Міністерства освіти і науки України — 17 вихованців, працює 66 чол.; КЗ «Комишуваська дитяча музична школа»: відвідує 45 дітей, працює 7 вчителів; Комишуваський комунальний дошкільний навчальний заклад «Казка» — 160 дітей з двох до шести років, діє 7 груп, працює 33 осіб; Комишуваський Будинок дитячої творчості — відвідує 386 дітей, діє 35 гуртків, працює 19 осіб; Комунальний заклад «Комишуваська номерна лікарня» — працює 98 осіб; Оріхівська державна лікарня ветеринарної медицини має 15 працівників; Комишуваський будинок культури має 3 працівників. В селищі діє дві бібліотеки.
19 серпня 2021 року в смт Комишуваха, за програмою «Велике будівництво», урочисто відкритий новий сучасний стадіон.

## Населення

### Чисельність населення
| 1959 | 1979 | 1989 | 2001 | 2017 |
| ---- | ---- | ---- | ---- | ---- |
| 5528 | 6757 | 6530 | 5433 | 5322 |

### Розподіл населення за рідною мовою(2001)
| українська | російська |
| ---------- | --------- |
| 91,32 %    | 8,25 %    |

## Пам'ятки

### Пам'ятки історії
- Земська школа кінця XIX — початку XX ст.
- Микитинська фортеця Дніпровської лінії 1770-х років (за 4 км на схід від селища).
- Торгові лавки XIX ст.

### Пам'ятки природи
- На південний захід від селища розташований ландшафтний заказник місцевого значення Балка Широка[33].

## Громади-партнери
- Гоща, Україна (2025)[34]
- Петропавлівська Борщагівка, Україна (2025)[35]

## Особистості
Уродженці селища:
- Авраменко Олександр Миколайович — український педагог, теле- та радіоведучий.
- Грушецький Іван Самійлович — Голова Президії Верховної Ради УРСР.
- Мар'єнко Сергій Вікторович (1978—2015) — солдат Збройних сил України, учасник російсько-української війни.
- Сухови́й Сергі́й Іва́нович (6 серпня 1978 — 12 серпня 2014) — боєць Добровольчого українського корпусу, учасник російсько-української війни[36].
- Сущевський Андрій Вікторович (1978—2014) — старший солдат ЗСУ, загинув у бою під смт Калинове Попаснянського району.
- Чечель Людмила Василівна (нар. 1956) — українська журналістка і письменниця.
- Гінсбург Софія Михайлівна (1863—1891) — російська революціонерка-народниця.
- Година Андрій Анатолійович (2003—2024) — старший солдат ЗСУ, загинув 26 квітня 2024 року в бою під Стельмахівкою.